# Prawo energetyczne w Polsce
Ustawa z dnia 10 kwietnia 1997 r. – Prawo energetyczne – polska ustawa regulująca całokształt spraw związanych z polityką energetyczną państwa.
Ustawa określa (zawiera):
- zasady dostarczania paliw i energii;
- zasady polityki energetycznej państwa;
- kompetencje i zasady działania Prezesa Urzędu Regulacji Energetyki;
- przepisy o koncesjach i taryfach energetycznych;
- przepisy o urządzeniach energetycznych, instalacjach, sieciach i ich eksploatacji.

Ustawa ta zastąpiła funkcjonującą wcześniej ustawę z 6 kwietnia 1984 r. o gospodarce energetycznej, która regulowała stosunki gospodarcze na rynku paliw i energii w gospodarce nakazowo-rozdzielczej.

## Nowelizacje
Ustawę znowelizowano wielokrotnie. Ostatnia zmiana weszła w życie w 2025 roku. Jak dotąd zostało wydanych 10 tekstów jednolitych ustawy (w 2003, 2006, 2012, 2017, 2018, 2019 i w 2020, a także w 2021 i w 2022 oraz w 2024).
Większe nowelizacje:
- Ustawa z dnia 24 lipca 2002 r. o zmianie ustawy – Prawo energetyczne (Dz.U. z 2002 r. nr 135, poz. 1144).
- Ustawa z dnia 4 marca 2005 r. o zmianie ustawy – Prawo energetyczne oraz ustawy – Prawo ochrony środowiska (Dz.U. z 2005 r. nr 62, poz. 552).
- Ustawa z dnia 12 stycznia 2007 r. o zmianie ustawy – Prawo energetyczne, ustawy – Prawo ochrony środowiska oraz ustawy o systemie oceny zgodności (Dz.U. z 2007 r. nr 21, poz. 124).
- Ustawa z dnia 15 czerwca 2007 r. o zmianie ustawy – Prawo energetyczne (Dz.U. z 2007 r. nr 115, poz. 790).
- Ustawa z dnia 8 stycznia 2010 r. o zmianie ustawy – Prawo energetyczne oraz o zmianie niektórych innych ustaw (Dz.U. z 2010 r. nr 21, poz. 104).
- Tzw. mały trójpak energetyczny – Ustawa z dnia 26 lipca 2013 r. o zmianie ustawy – Prawo energetyczne oraz niektórych innych ustaw (Dz.U. z 2013 r. poz. 984). Zakres istotnych zmian: oddzielono nadzór i obrót gazem, nadzór nad spółką Gaz-System przeszedł w kompetencje ministra gospodarki, wprowadzono ochronę wrażliwych odbiorców energii elektrycznej (o niskich dochodach), wprowadzono tzw. obligo gazowe (firmy sektora gazu część surowca muszą sprzedawać na giełdzie towarowej), produkcja prądu w instalacji o mocy do 40 kW nie musi być rejestrowana jako firma i będzie skupowana, ustalono 5-letnią kadencję prezesa i wiceprezesa URE z opcją jednej reelekcji powoływanych samodzielnie przez premiera, wprowadzono szereg wymogów informacyjnych wobec firm energetycznych chroniących odbiorców).
- Ustawa z dnia 9 listopada 2018 r. o zmianie ustawy – Prawo energetyczne oraz niektórych innych ustaw (Dz.U. z 2018 r. poz. 2348).
- Ustawa z dnia 4 lipca 2019 r. o zmianie ustawy – Prawo energetyczne (Dz.U. z 2019 r. poz. 1435).
- Ustawa z dnia 20 maja 2021 r. o zmianie ustawy – Prawo energetyczne oraz niektórych innych ustaw (Dz.U. z 2021 r. poz. 1093).